# Edith Mabel Gabriel
Edith Mabel Gabriel (1882-1972) fue una escultora británica.

## Trayectoria
Gabriel nació en Inglaterra en Richmond y estudió en la Heatherley School of Fine Art en Londres y luego en París. Sus esculturas eran de estilo clásico. Expuso regularmente en París desde 1925 en adelante, a menudo en el Salón de París. Su escultura Mother and Child apareció en el volumen de 1939 Modern British Sculpture publicado por la Royal Society of British Sculptors. Gabriel se convirtió en miembro de la Sociedad. Además de en París, expuso en la Real Academia de Arte, la Real Academia Escocesa, el Royal Glasgow Institute of the Fine Arts y en la Galería de Arte Walker de Liverpool. Murió en Londres, en Hampstead, donde teía alquilado un estudio desde 1915.